# Noues de Sienne
Noues de Sienne ist eine französische Gemeinde mit 4.236 Einwohnern (Stand: 1. Januar 2022) im Département Calvados in der Region Normandie. Sie gehört zum Arrondissement Vire und zum Kanton Vire Normandie.
Die Gemeinde entstand als Commune nouvelle im Zuge einer Gebietsreform zum 1. Januar 2017 durch die Fusion von zehn ehemaligen Gemeinden, die nun Ortsteile von Noues de Sienne darstellen. Saint-Sever-Calvados fungiert dabei als „übergeordneter Ortsteil“ als Verwaltungssitz.

## Gliederung
| Ortsteil                                 | ehemaliger INSEE-Code | Fläche (km²) | Einwohnerzahl (2016) |
| ---------------------------------------- | --------------------- | ------------ | -------------------- |
| Champ-du-Boult                           | 14151                 | 13,85        | .0375                |
| Courson                                  | 14192                 | 16,70        | .0422                |
| Fontenermont                             | 14279                 | 02,79        | .0145                |
| Le Gast                                  | 14296                 | 12,74        | .0185                |
| Le Mesnil-Benoist                        | 14415                 | 02,62        | .0043                |
| Le Mesnil-Caussois                       | 14416                 | 04,22        | .0134                |
| Mesnil-Clinchamps                        | 14417                 | 15,33        | .0973                |
| Saint-Manvieu-Bocage                     | 14611                 | 11,78        | .0552                |
| Saint-Sever-Calvados (Verwaltungssitz)00 | 1465800               | 27,92        | 1.211                |
| Sept-Frères                              | 14671                 | 09,63        | .0416                |

## Sehenswürdigkeiten
| - Champ-du-Boult: - Kirche Notre-Dame - Courson: - Kirche Notre-Dame, Monument historique - Fontenermont: - Kirche Saint-Martin - Le Gast: - Kirche Saint-Jean-Baptiste - Le Mesnil-Benoist: - Kirche Notre-Dame | - Le Mesnil-Caussois: - Kirche Saint-Pierre, Monument historique - Mesnil-Clinchamps: - Kirche Saint-Martin, Monument historique - Saint-Manvieu-Bocage: - Kirche Saint-Pierre, Monument historique - Schloss - Saint-Sever-Calvados: - Kirche Notre-Dame, Monument historique - Motte, Monument historique - Kapelle, Monument historique - zahlreiche Schlösser - Sept-Frères: - Kirche Saint-Martin, Monument historique |

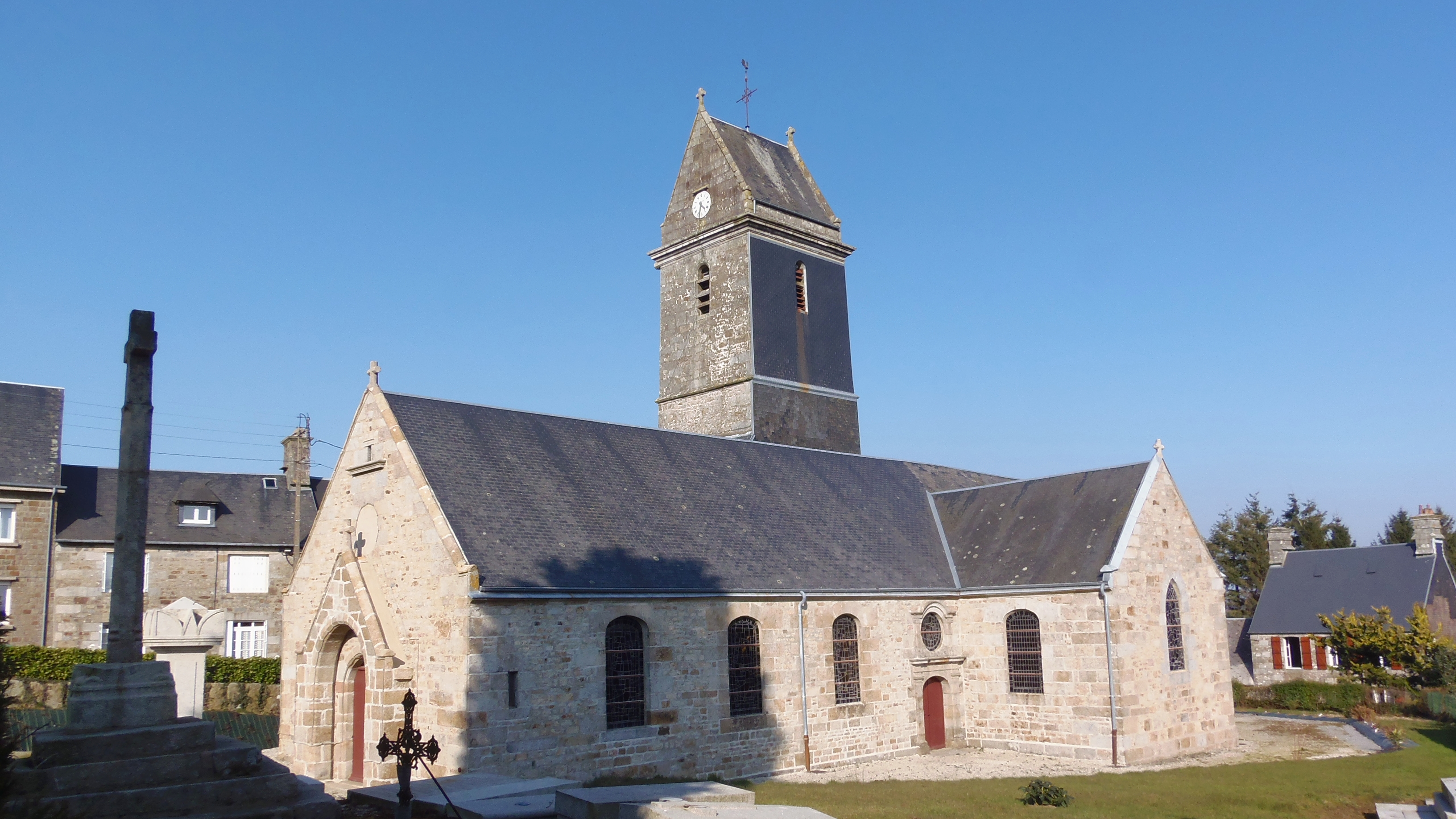
Kirche Notre-Dame in Champ-du-Boult
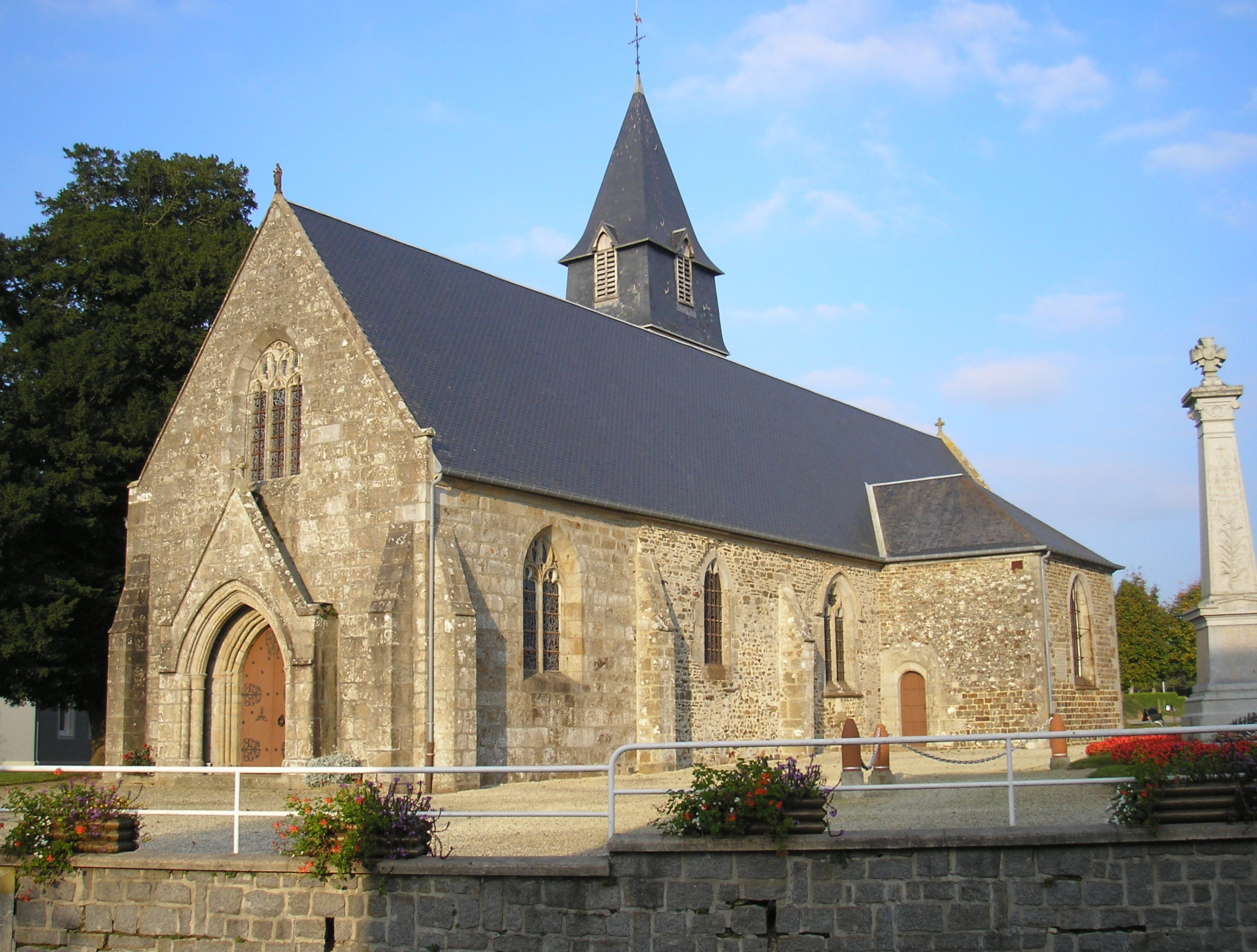
Kirche Notre-Dame in Courson
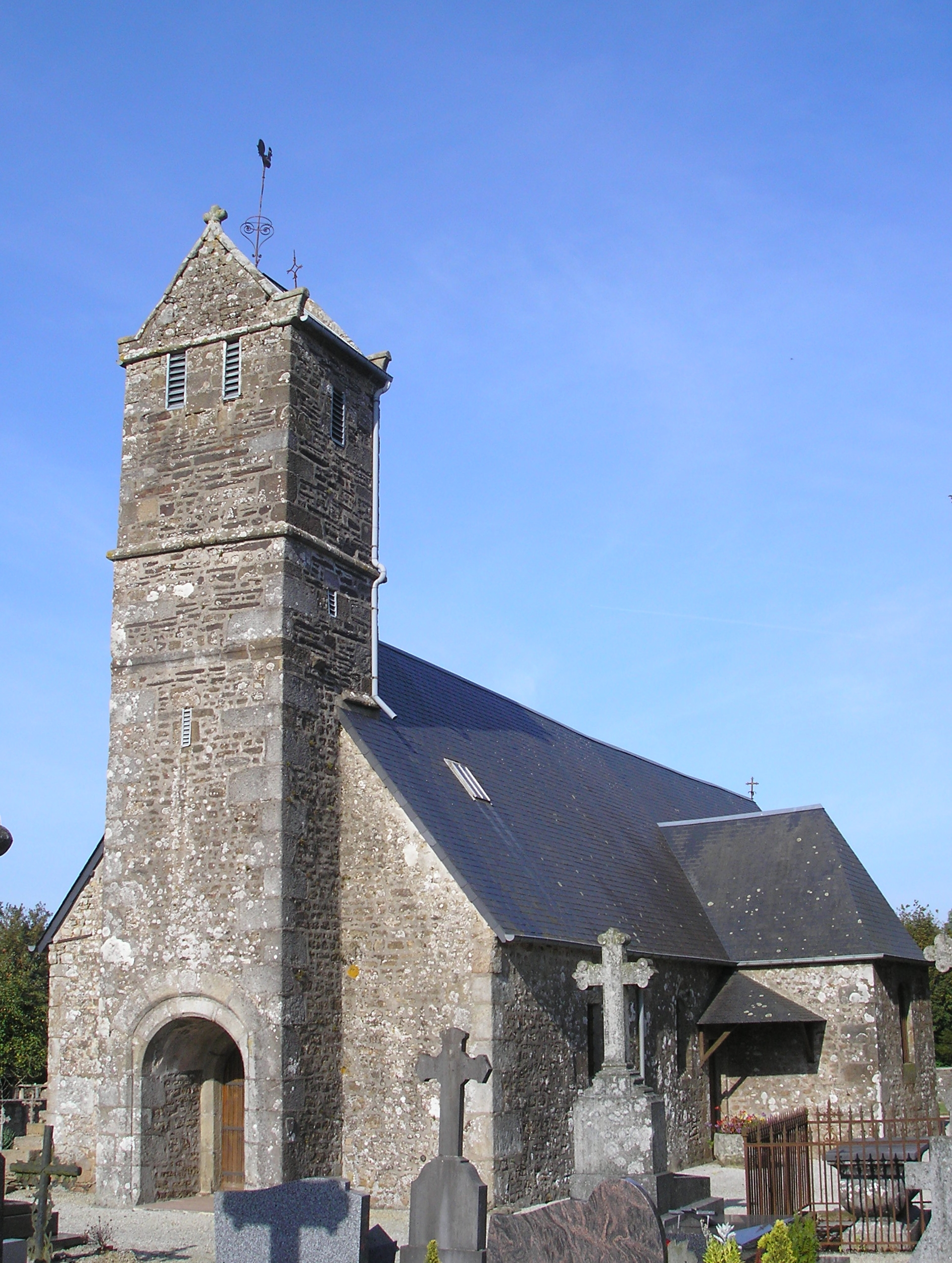
Kirche Saint-Martin in Fontenermont
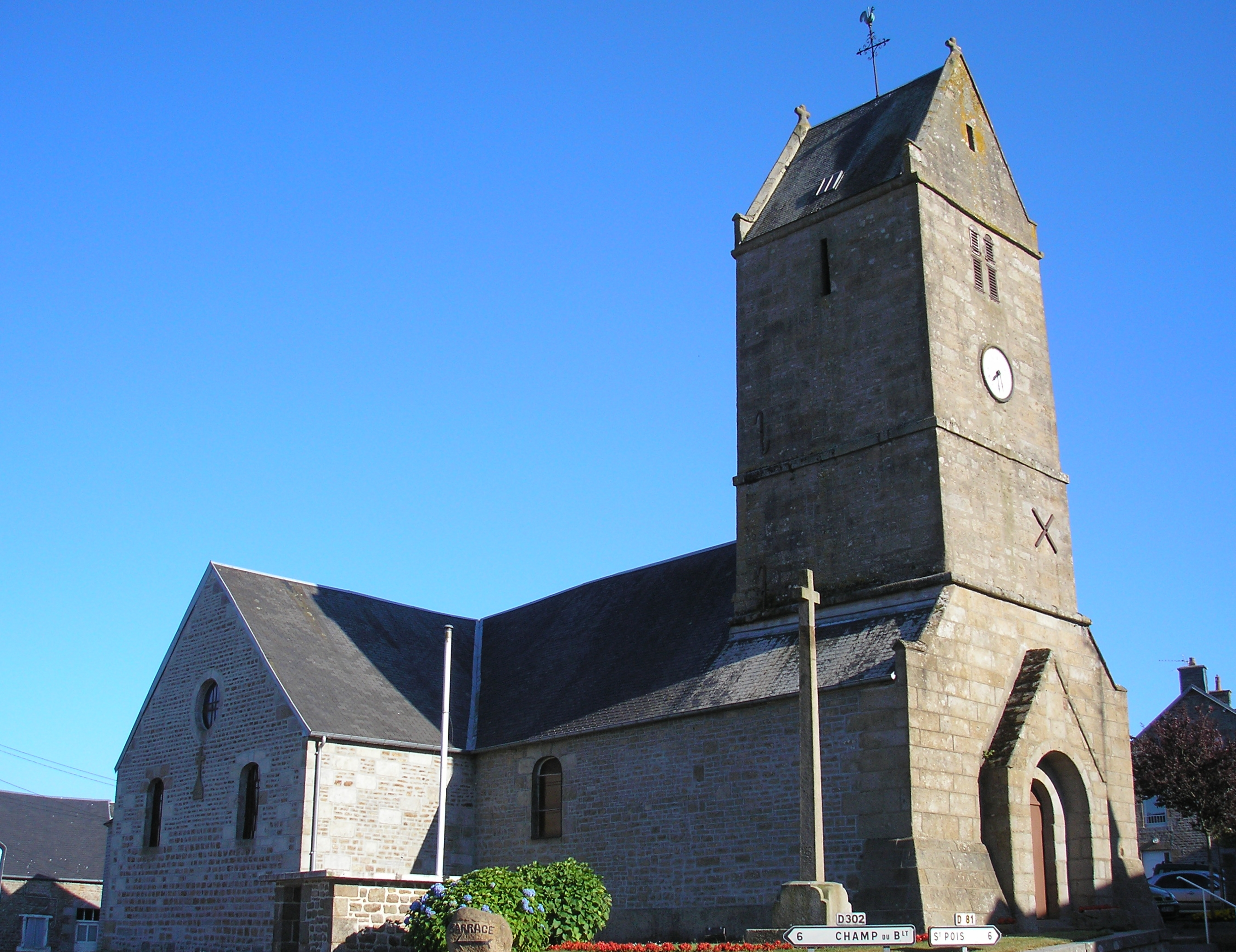
Kirche Saint-Jean-Baptiste in Le Gast
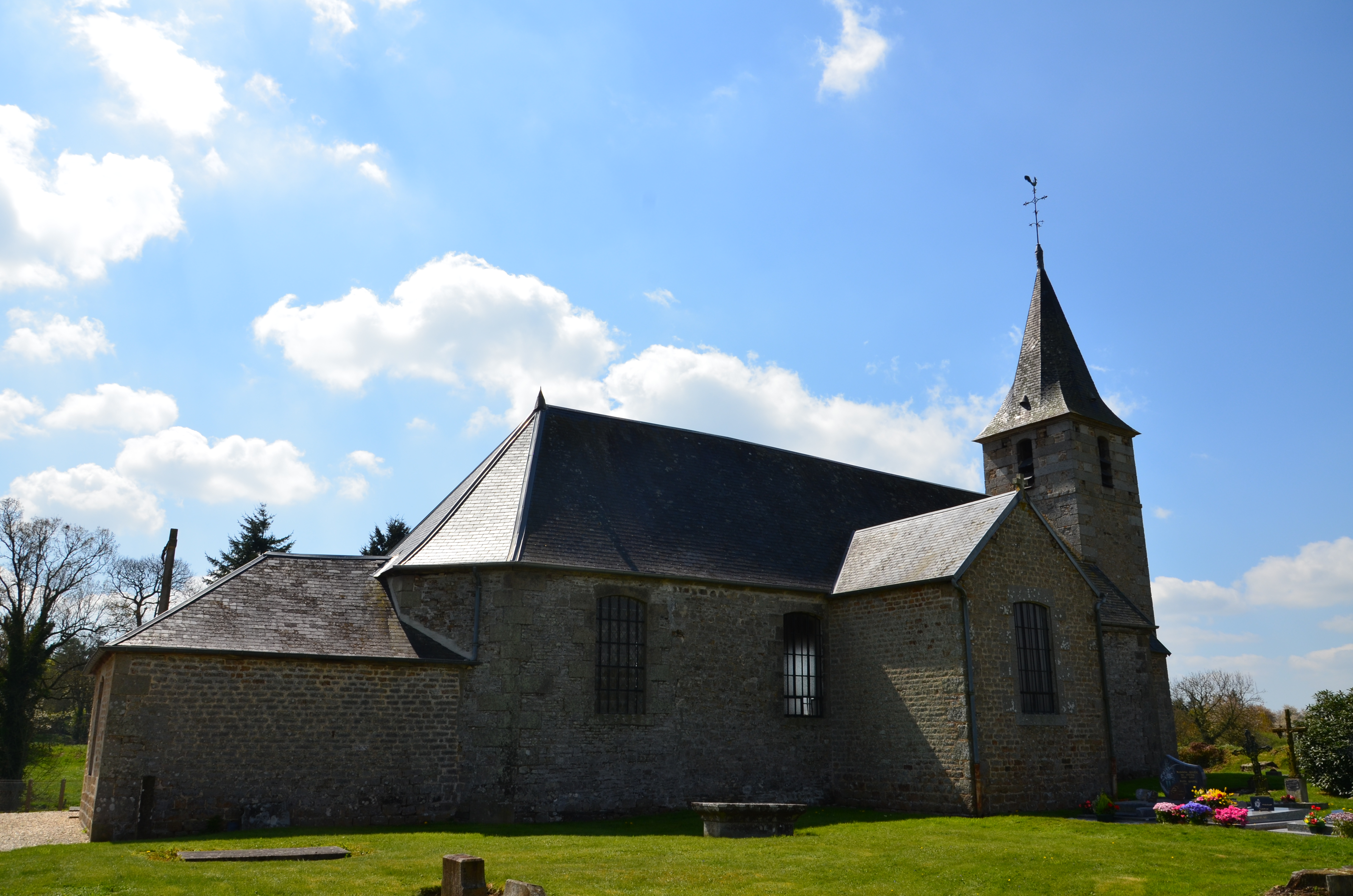
Kirche Notre-Dame in Le Mesnil-Benoist
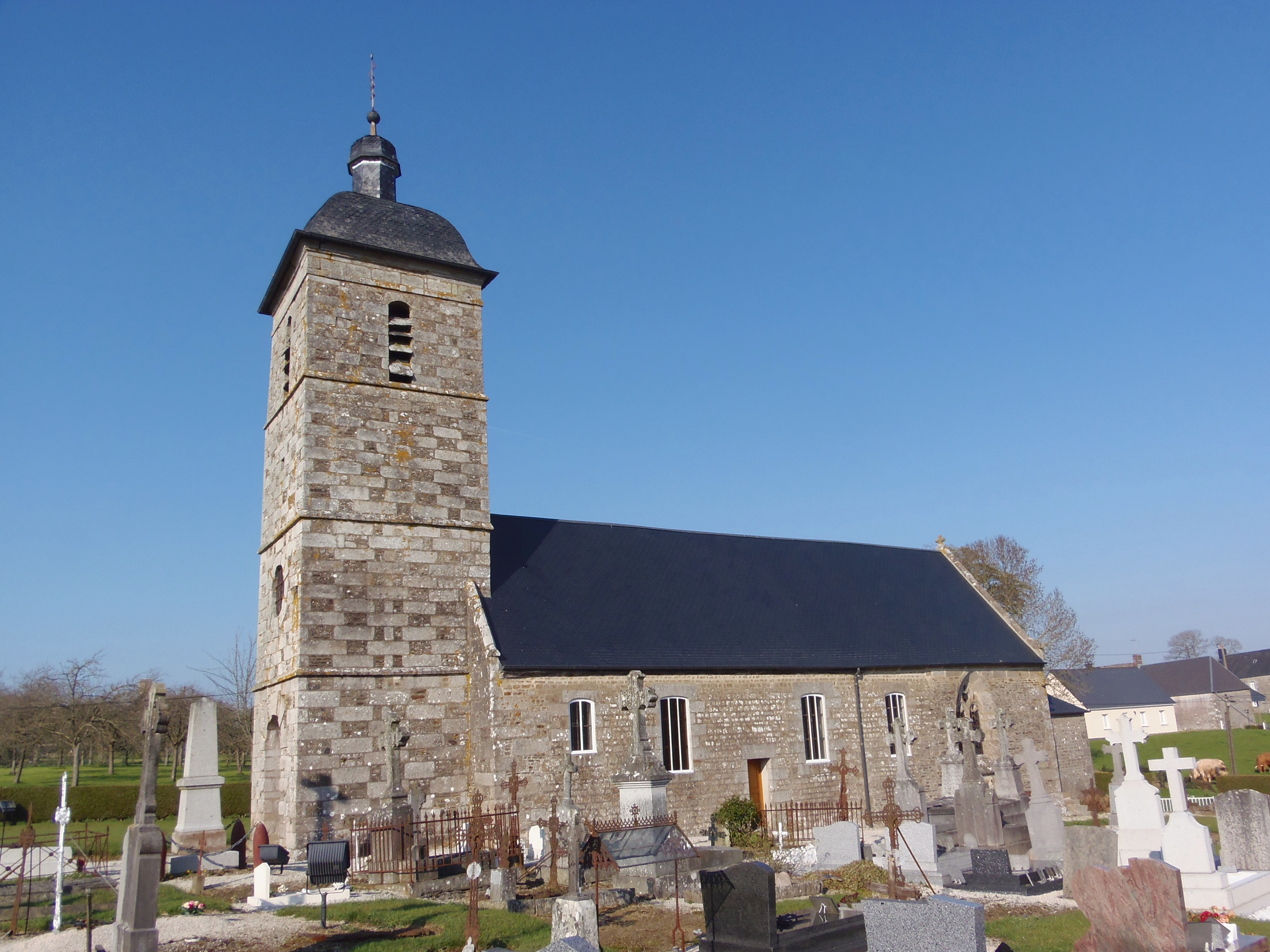
Kirche Saint-Pierre in Le Mesnil-Caussois
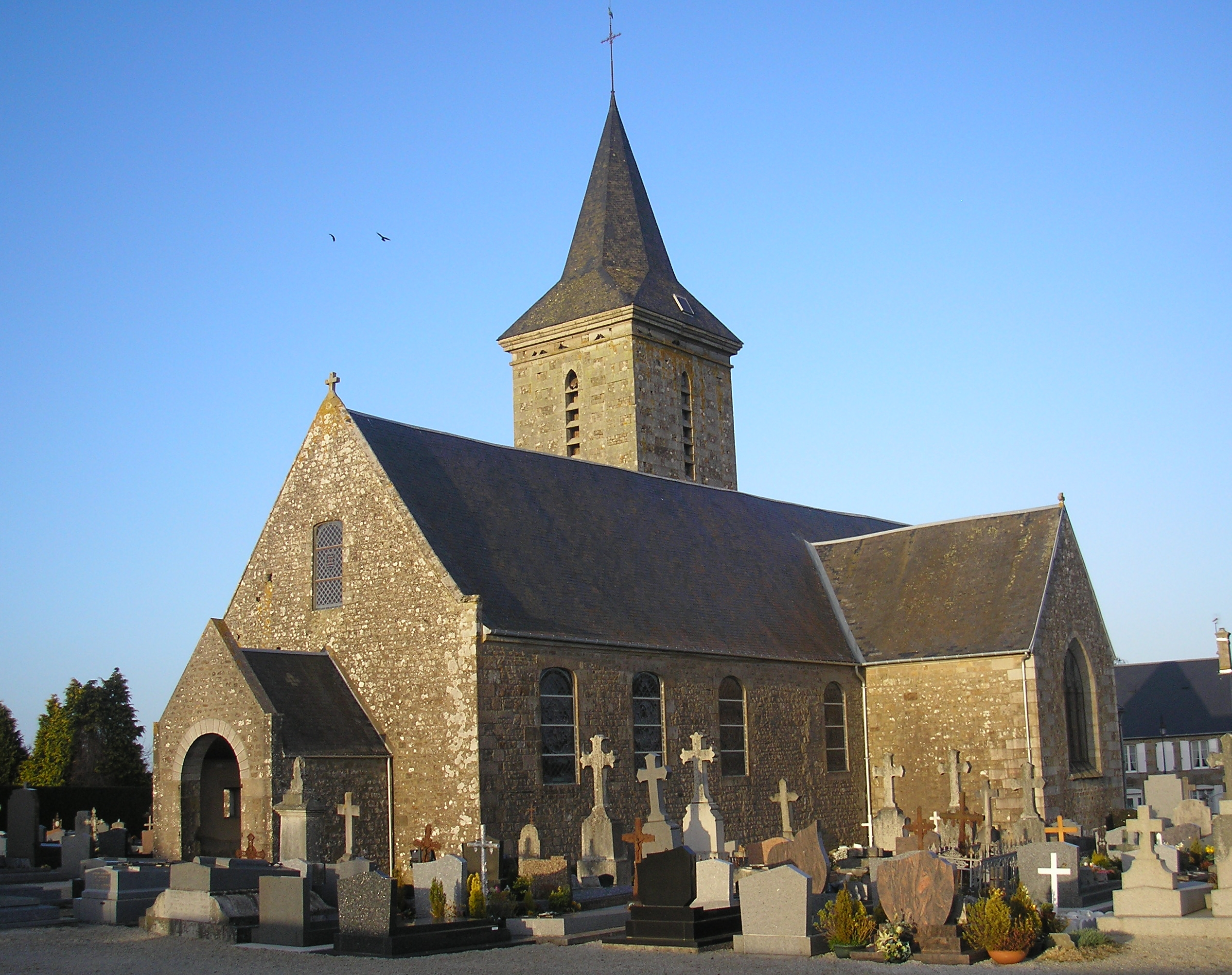
Kirche Saint-Martin in Mesnil-Clinchamps
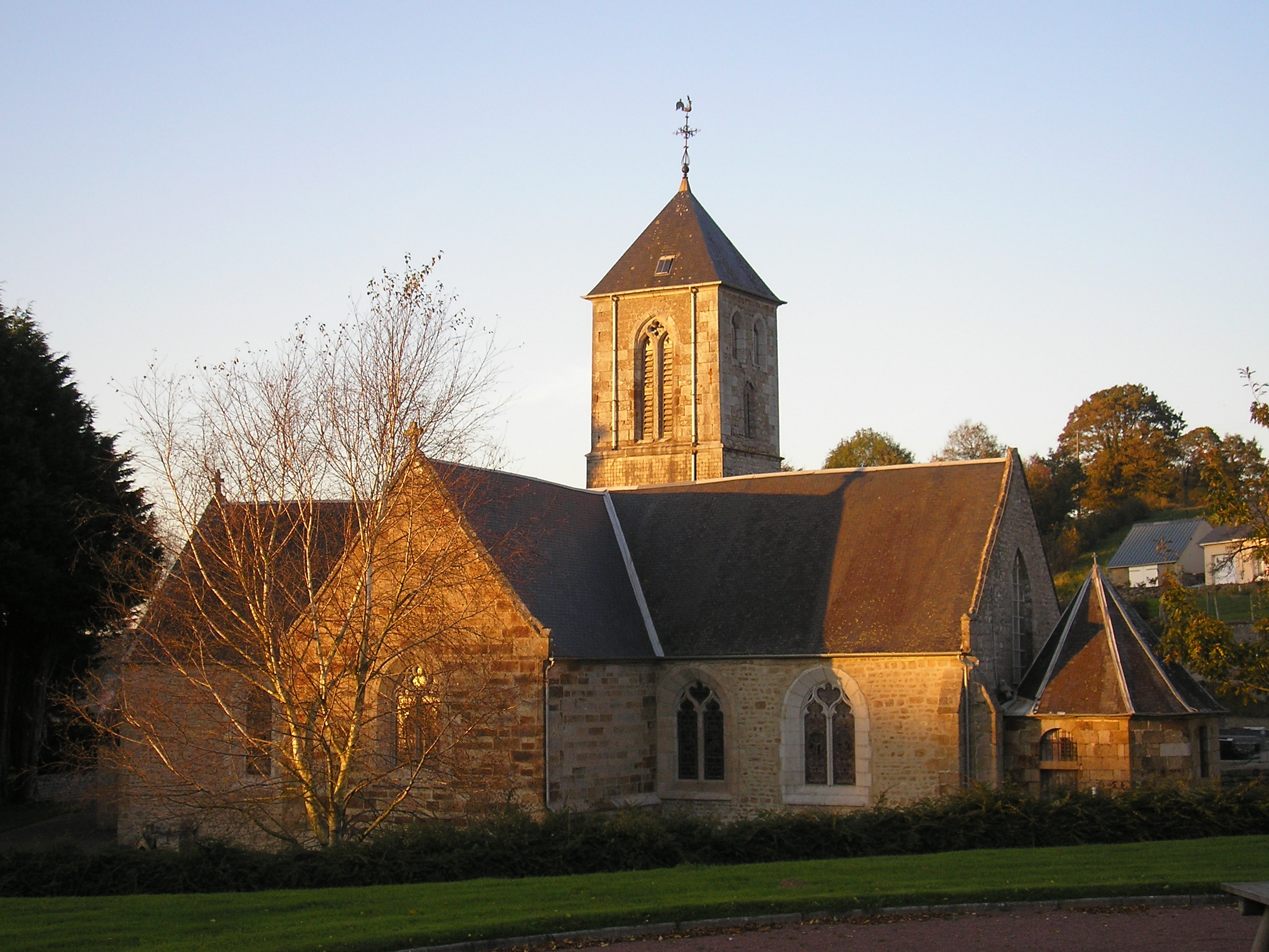
Kirche Saint-Pierre in Saint-Manvieu-Bocage
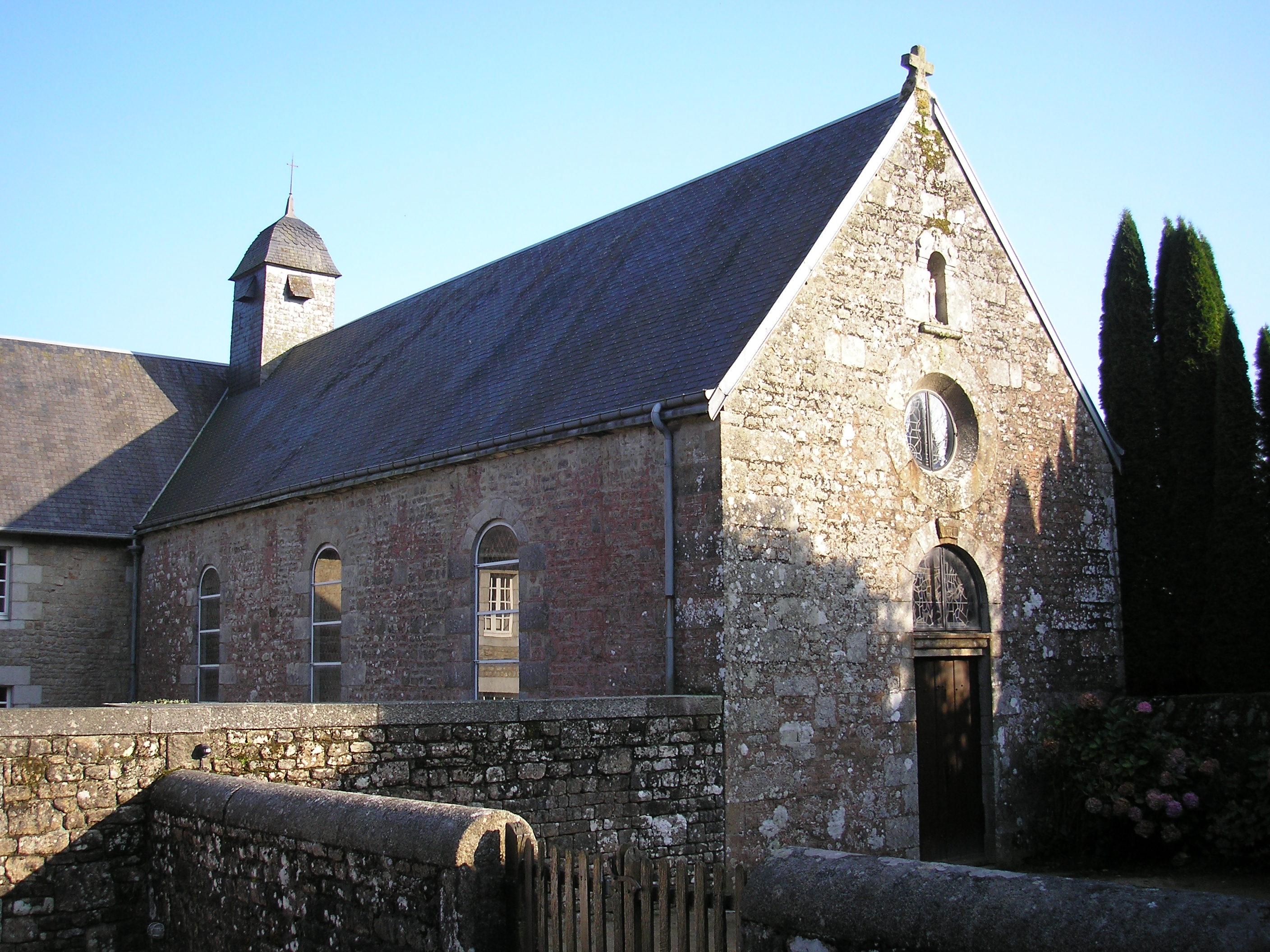
Große Kapelle von Saint-Sever-Calvados
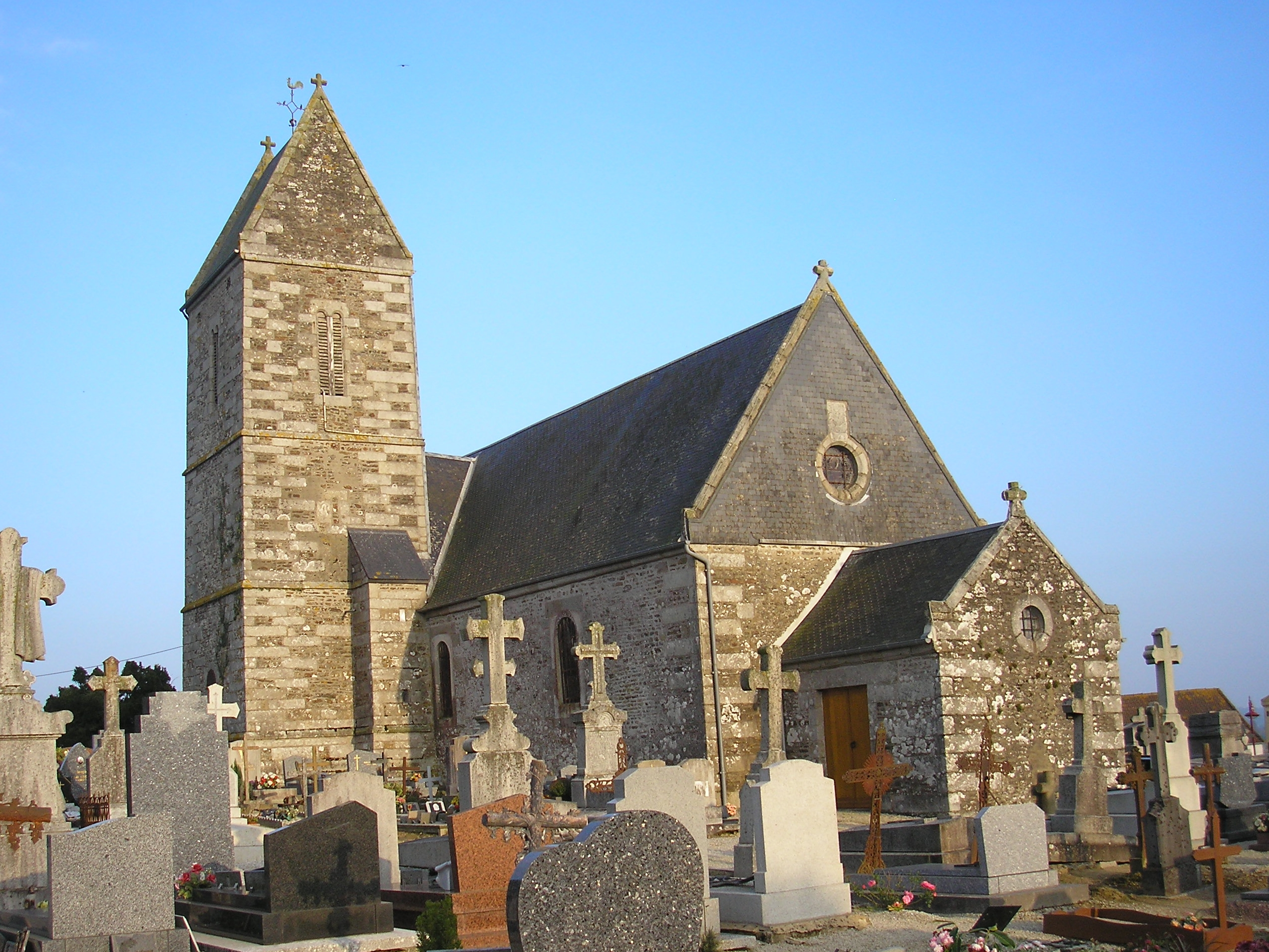
Kirche Saint-Martin in Sept-Frères